# Platycnemis dealbata
Platycnemis dealbata là loài chuồn chuồn trong họ Platycnemididae. Loài này được Selys in Selys & Hagen mô tả khoa học đầu tiên năm 1850.